# Jacques-Ferdinand Prévost
Pour les articles homonymes, voir Prévost.
Jacques-Ferdinand Prévost (° 27 mars 1819 Argentan - † 3 avril 1883 Versailles, enterré à Blandouet (Mayenne)) fut général de brigade français et archéologue amateur éclairé.

## Biographie
D'une famille originaire de Charle de Loire, Jacques-Ferdinand Prévost eut pour bisaïeul Jean-Baptiste Prévost, qui épousa à Chammes en 1728 Anne Galpin, fille du directeur des Forges de Moncor, et s'associa lui-même à l'exploitation de l'usine.
Jacques-Ferdinand, né le 27 mars 1819 à Argentan, eut pour père Jacques Prévost, traducteur en chef des lignes télégraphiques, dont une tante était alliée à la famille de Claude Chappe, de Brûlon.
Élève de l'École polytechnique (1839), puis de l'École de Metz (1841), lieutenant du Génie militaire (1843), il servit en Algérie (1845), se signala au siège de Rome et fut décoré en 1849. Chef de bataillon en 1864, chef d'état-major du génie de la garde à l'armée du Rhin en 1870, il fut compris dans la capitulation de Metz et reprit son grade et ses fonctions au siège de Paris contre la Commune. Il devint colonel (1873), directeur des fortifications du Mans, puis à Paris, chargé d'enseigner l'art des fortifications à l'École de guerre.
Il est pendant un temps posté à l'école de cavalerie de Saumur, puisqu'il est noté dans le compte-rendu du Congrès annuel de la Société française d'archéologie en 1862 pour accueillir dans le cadre de recherches archéologiques une délégation de la Société au château de Saumur, au sujet duquel il témoigne d'une connaissance archéologique étendue ainsi que sur d'autres aspects de cette science, de même qu'un vif intérêt pour les mystères archéologiques de la région. Arcisse de Caumont, président fondateur de la Société, lui demande de présenter les résultats de ses investigations personnelles sur les murs de forteresses vitrifiés qu'il a pu observer dans plusieurs localités et à Sainte-Suzanne (Mayenne). Prévost évoque à la même occasion les tombes gallo-romaines inexplorées du vallon de Lacune près de Beaune, la ville perdue d'Armançon aux sources de la rivière du même nom, et d'autres mystères archéologiques de sa région de residence du moment.
Admis à la retraite en 1881, il consacra ses loisirs à des études d'archéologie militaire et civile, résidant le plus souvent au logis de Chambord, à Blandouet, que lui avait légué son oncle, Louis Prévost, maire de Blandouet, conseiller d'arrondissement, décédé en 1864.
Le général Prévost, marié à Françoise Émilie Bauchetet (° 16 septembre 1825 Marsillargues - † 7 juin 1904 Paris), mourut à Versailles le 3 avril 1883 et fut enterré à Blandouet.
Il était commandeur de la Légion d'honneur et chevalier de Saint-Grégoire-le-Grand.

## Distinctions
- Commandeur de la Légion d'honneur (1880)

## Publications
Parmi les ouvrages que Jacques-Ferdinand Prévost a publiés, les suivants se rapportent à la Mayenne :
- Mémoire sur les anciennes constructions militaires connues sous le nom de murs vitrifiés (Saumur, 1863) ;
- Notice sur les Arvii, peuple gaulois mentionné par Ptolémée (Saumur, 1864) ;
- Dissertation sur les forts vitrifiés en Écosse, en France, en Allemagne.

## Source
« Jacques-Ferdinand Prévost », dans Alphonse-Victor Angot et Ferdinand Gaugain, Dictionnaire historique, topographique et biographique de la Mayenne, Laval, A. Goupil, 1900-1910 [détail des éditions] (BNF 34106789, présentation en ligne), t. III, p. 351-352